# Короп Ганна Романівна
Ганна Романівна Короп (20 лютого 1920 — ?) — українська радянська діячка, завідувачка молочнотоварної ферми колгоспу імені Леніна Черкаського району Черкаської області. Кандидат у члени ЦК КПУ в 1971—1976 року.

## Біографія
Народилася в селянській родині.
Член ВКП(б) з 1948 року.
У 1950-х роках — інструктор Черкаського районного комітету КПУ Черкаської області.
На 1958 рік — голова колгоспу «Більшовик» Гельмязівського району Черкаської області. Потім працювала головою колгоспу в Золотоніському районі Черкаської області, була бригадиром колгоспу імені Леніна села Червона Слобода Черкаського району.
З 1960-х років — завідувачка молочнотоварної ферми, член партійного комітету колгоспу імені Леніна села Червона Слобода Черкаського району Черкаської області.
Потім — на пенсії в місті Черкасах.

## Нагороди
- орден Трудового Червоного Прапора
- медаль «За трудову доблесть» (26.02.1958)
- медалі